# Pentadesma butyracea
Pour les articles homonymes, voir Arbre à beurre et Arbre à suif.
Espèce
Classification APG III (2009)
Pentadesma butyracea est une espèce de plantes à fleurs de la famille des Clusiaceae. C'est un arbre originaire des forêts humides d'Afrique tropicale (le long de la côte ouest de l'Afrique du Sierra Leone au Cameroun). Il a des usages multiples dont le principal est la fabrication d'une sorte de beurre appelé « Beurre de Kpangnan » comparable au beurre de karité mais avec une odeur moins prononcée. Son bois est apprécié en ébénisterie et en construction.
On l'appelle parfois arbre à beurre (comme le karité), Lami, arbre à chandelle ou arbre à suif (butter tree, tallow tree en anglais).

## Description
Pentadesma butyracea a un fût cylindrique, droit sans contrefort et une hauteur moyenne de 20 m.
Il porte de grandes fleurs rouge vif, donnant des baies comestibles dont la graine sert à fabriquer du beurre.

## Reproduction
Les grandes fleurs de l'arbre à beurre sont pollinisées par une chauve-souris africaine (Megaloglossus woermanni).[réf. nécessaire]
La dissémination de ses graines est facilitée par les éléphants, celles-ci étant capables de germer dans les excréments d'éléphant.

## Utilisation

### Beurre de Kpangnan
Les graines servent à fabriquer le beurre de Kpangnan aussi appelé painya, kanya au Bénin, Kanga au Sierra Leone, Akpoto au Togo entre autres. Ce beurre peut être conservé durant un à trois ans sans rancissement.
Le Kpangnan fait l'objet d'un commerce au niveau local en particulier dans le centre du Togo et du Bénin. Il est aussi vendu aux États-Unis sous le « yellow shea butter » (beurre de karité jaune) ou « golden shea butter » (beurre de karité doré). En réalité, le beurre de karité et le Kpangnan sont extraits de deux espèces d'arbres différentes. Ces arbres ne sont même pas dans le même genre et se développent dans des habitats et écosystèmes tout à fait différents (le karité pousse en pleine savane).
Les beurres de Kpangnan et de karité sont également très différents (texture, couleur et odeur). Une caractéristique unique du Kpangnan est sa teneur importante en stigmastérol (environ 45 % de la teneur en stérol). Le stigmastérol est un stérol végétal non saturé habituellement trouvé dans les parties grasses de plantes telles que fève de Calabar, huile de soja, huile de colza et beurre de cacao. Le stigmastérol est utilisé comme matériau de base dans la fabrication de la progestérone de synthèse, mais possède d'autres propriétés intéressantes. Des recherches montrent que le stigmastérol peut réduire le risque de certains cancers, notamment le cancer de l'ovaire.
Comme le beurre de karité, le Kpangnan a été en Afrique de l'Ouest depuis des générations. Il est utilisé dans la cosmétique (pour les cheveux, pour hydrater la peau), comme huile alimentaire, et pour la fabrication de savons traditionnels.
Le Kpangnan est d'un intérêt particulier pour les programmes de développement durable parce que l'arbre pousse dans des habitats potentiellement en danger. Donner de la valeur à cette ressource autochtone encouragera la conservation des habitats forestiers et les protégera du déboisement. Les femmes sont les principales actrices de cette filière.

### Autres utilisations
Outre l'utilisation du beurre dans l'alimentation, l'espèce Pentadesma offre plusieurs autres produits tels que des produits de pharmacopée (utilisation de différents organes, feuilles, écorce, racines, dans certains traitements thérapeutiques et maladies tels que lesmaux de côte, la toux et la dentition chez l'enfant, l'accouchement, la lactation, le sevrage), du bois d'œuvre, du bois de chauffe, etc.
Les amandes fraîches sont consommées comme les « noix » de cola.